# Auguste Villiers de L'Isle-Adam
Auguste Villiers de L'Isle-Adam (Saint-Brieuc, Bretanya, 7 de novembre del 1840 - París, Illa de França, 18 d'agost del 1889) fou un escriptor francès.
Pertanyia a una antiga noble família bretona que s'arruïnà en temps de la revolució, i va rebre una educació molt descuidada, a causa de l'excessiva condescendència dels seus pares. Una tia seva, comprenent que el jove poeta necessitava més amplis horitzons, no vacil·là a vendre els seus béns perquè tota la família es traslladés a París. Això ocorria el 1857, i Villiers de l'Isle Adam no tardà a donar-se a conèixer en els cercles literaris, en els quals era molt apreciat pels seus grans dots de conversador, la seva imaginació i talent d'improvisador. Per aquella època, admirava Poe, Hegel i Wagner, i la seva admiració per aquest durà tant com la seva vida. El 1858, publicà el seu primer volum de versos i poc de temps després es traslladà a Montfort-sur-Meu, a casa d'un notari amic de la família, que dirigí la seva educació religiosa, ensems que s'ocupava en la composició d'Isis, obra que tenia més d'ocultisme que de religió. Després passà una temporada en l'abadia Solesmes, d'on passà a París per imprimir Isis (1862), obra que nou fou compresa malgrat els entusiastes elogis de Banville. Per contra, d'altres el qualificaven de gran intel·ligència mal equilibrada i geni desigual i incomplet.
El 1867, fundà la Revue des Lettres et des Arts, de vida efímera, i per la mateixa època fou durant alguns dies hoste de Wagner, que llavors residia a Treibchen. Fins al 1870, produí força, i encara que el públic continuava allunyat d'ell, els literats començaven a reconèixer la singular intensitat de les seves concepcions, inquietes i turmentades com la seva vida. Després de l'estrena de La révole (1870), que no assolí gens d'èxit, anà a Múnic per presenciar les representacions de La Valkyria i durant la guerra visqué obscurament, com en els anys següents, fins al 1880, en què publicà La nouveau monde. La representació d'aquest drama, com les altres obres teatrals de l'autor, no aconseguí èxit, com tampoc en vida n'assoliren els treballs literaris.
A part de l'índole d'aquests, que no era la més apropiada pel gran públic, la seva desdenyosa actitud vers el poble i fins i tot vers els seus companys, el seu menyspreu de la crítica, la seva enemiga absoluta a tota classe de concessions, l'extravagància de la seva imaginació i la foscor del seu estil, foren les causes visibles de l'allunyament del públic. Per altra part, vivia en un somni continu, i així, quan Anglaterra s'apoderà de l'Illa de Malta, interposà una demanda contra aquella potència com a hereu directe del gran mestre que portava els seus mateixos cognoms. També i per la mateixa causa, després de la mort del rei Otó I de Grècia (1867), figurà entre el nombre dels aspirants per a succeir-lo.
Malgrat d'aquests somnis de grandesa, el pobre Villiers de L'Isle Adam morí en un hospital, oblidat de tots menys d'uns pocs amics fidels que l'acompanyaren fins a l'última hora.

## Anàlisi de la seva obra
Tanmateix, fou un escriptor exquisit, de poderosa imaginació i d'estil perfecte, en què la frase i la imatge són sempre justes i apropiades. Entre les seves produccions, destaquen els Contes cruels, publicats el 1883, i escrits en un magnífic llenguatge, ple d'harmonia. Cal mencionar-ne:
- Fantaisies nocturnes.
- Elen, drama en tres actes (1865).
- Morgané, drama en cinc actes (1866).
- Claire Lenoir (1866), convertit més tard en Tribulet Boullomet.
- L'intersigne (1867).
- Akadyseril (1885).
- Axel (1885).
- L'amour suprème, novel·la filosòfica (1886).
- L'Ève future, del mateix gènere que l'anterior (1886).
- Le secret de l'échafaud (1888).
- Histoires insolites (1888).
- Noveaux Contes cruels (1888).

Després de la seva mort, es van publicar diversos treballs que deixà inèdits i es varen fer diverses edicions més o menys completes de les seves obres.